# Греко ди Туфо
Греко ди Туфо (итал. Greco di Tufo) — итальянское сухое белое вино, производимое в провинции Авеллино, в регионе Кампания. Производится из одноимённого сорта винограда (не менее 85 %), разрешено — с добавлением винограда сорта кода ди вольпе (не более 15 %). Вино получило категорию DOC (Denominazione di Origine Controllata) в 1970 году, а в 2003 году — высшую категорию итальянских вин DOCG.
Зона Greco di Tufo DOCG включает в себя земли на склонах Везувия вокруг 8 коммун — собственно Туфо, а также Альтавилла-Ирпина, Прата-ди-Принчипато-Ультра, Санта-Паолина, Монтефуско, Торриони, Кьянке и Петруро-Ирпино. Земли под виноградниками расположены на высоте от 300 до 700 метров над уровнем моря. Значительную часть почвы составляет минерал туф — остатки вулканического пепла, давшие имя городку Туфо и всей винодельческой зоне. На многих участках ранее добывалась сера, долгое время она была основой экономики данной местности. Земля под виноградниками и сейчас включает в себя характерные жёлтые фрагменты этого минерала. По мнению местных виноделов, именно сера спасла местные виноградники от филлоксеры и других патогенов. Виноградарство и виноделие в данной зоне ведёт начало с античных времён, по мнению многих историков и виноделов первые лозы были привезены греческими колонистами в первом веке до нашей эры. На фресках в Помпеях встречается упоминание «греческого вина» со склонов Везувия. Кроме вулканической почвы и обильных включений серы, уберёгших местные виноградники от филоксеры, большое значение в развитии популярности белого «греческого вина из Туфо» послужило строительство железной дороги в Ирпинии, давшее мощный импульс производству и экспорту вина в регионе.
Виноград греко ценится виноделами за большое содержание катехинов, что приближает его к сортам красного винограда. Вино имеет густой золотистый насыщенный цвет, поддаётся выдержке, при которой получает янтарные оттенки. Вина класса Riserva должны выдерживаться не менее 12 месяцев, процесс выдержки производится в чанах из нержавеющей стали. Кроме сухого белого вина существует также игристая разновидность — Greco di Tufo Spumante и Greco di Tufo Spumante Riserva.